# Xihaina
Xihaina — вимерлий рід ігуанської ящірки з пізньої крейди Внутрішньої Монголії, Китай. Типовий вид Xihaina aquilonia був названий у 1995 році на основі формації Djadochta і відомий завдяки частковому скелету, який зберігає частини черепа, більшу частину хребетного стовпа, таз і праву задню кінцівку. Неповний характер цього зразка ускладнює класифікацію Xihaina; він ніколи не був включений у філогенетичний аналіз, але він має спільні риси з групою пізньокрейдяних монгольських ящерів під назвою Gobiguania, зокрема з гобігуанськими родами Anchaurosaurus і Polrussia. Той факт, що багато елементів скелета відсутні, але решта скелета зчленована, свідчить про те, що особина могла бути частково з’їдена хижаком або падальщиком, а потім швидко похована.